# Grand Prix automobile de Finlande
Le Grand Prix de Finlande (l'Eläintarhanajot) était une course automobile qui eut lieu entre 1932 et 1963 dans les environs d'Helsinki. 1953 fut la dernière année où il se disputa avec des monoplaces de Formule 1.

## Historique

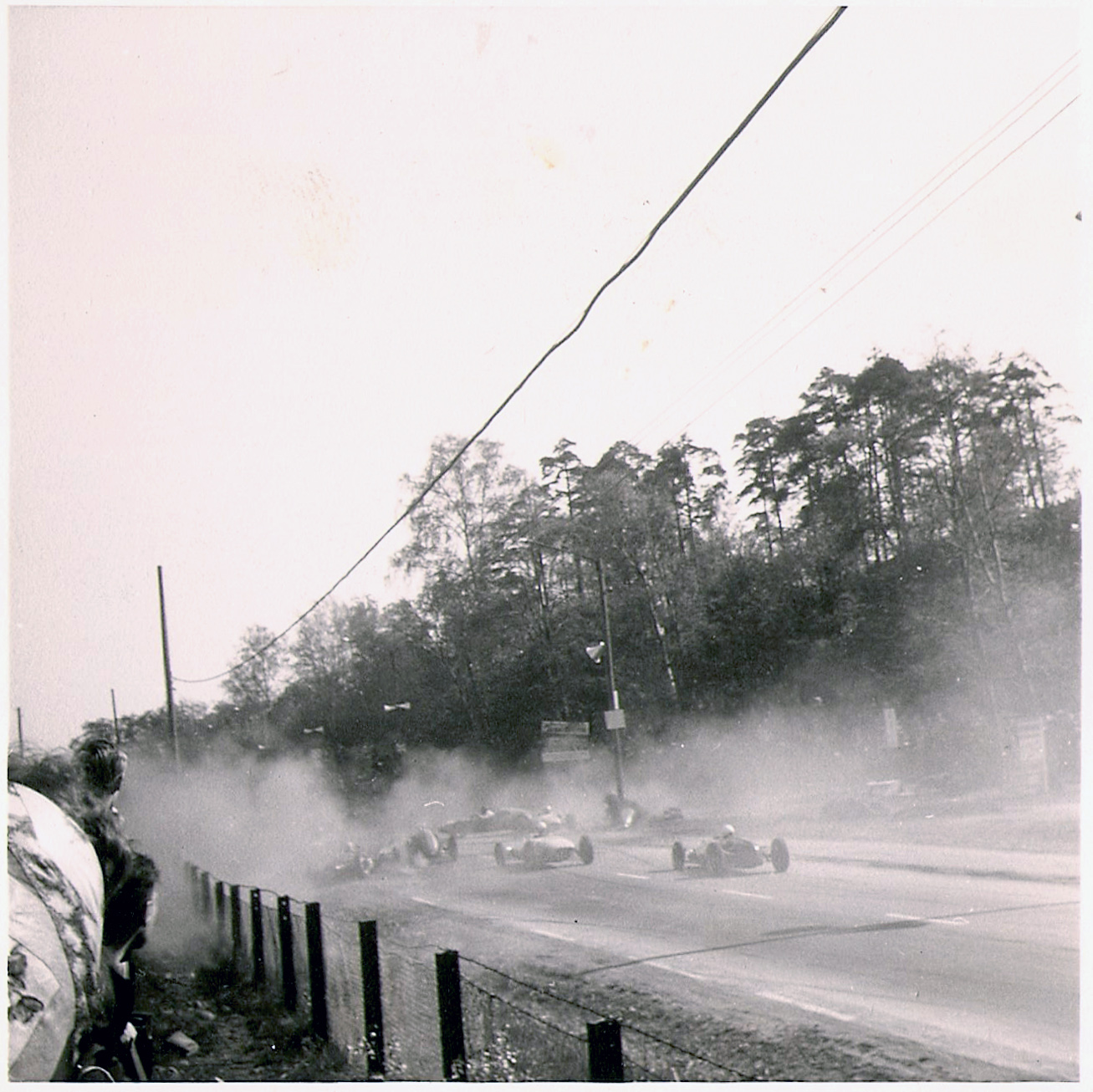
L'accident fatal d'Atterberg en Formule Libre (mai 1963).

L'initiateur fut le coureur automobile finlandais S. P. J. Keinänen. La première course se déroula devant près de 25 000 spectateurs.
Disputé à sept reprises avant guerre, il ne fut cependant pas comptabilisé dans le Championnat d'Europe des pilotes, bien que de tenue nationale et non hivernale.
La dernière course sur le circuit eut lieu en 1963, à la suite d'un accident fatal en Formule Junior, l'épreuve de Supertourisme restant validée (décès du suédois Örjan Atterberg). Les compétitions suivantes eurent lieu sur le Keimola Motor Stadium, de 1966 à 1978.

## Palmarès

### Formule 1
| Année     | Vainqueur                                        | Voiture                                          | Résultats                                        |                                                  |
| --------- | ------------------------------------------------ | ------------------------------------------------ | ------------------------------------------------ | ------------------------------------------------ |
| 1932      | Per Victor Widengren                             | Mercedes-Benz SSK                                | Résultats                                        |                                                  |
| 1933      | Karl Ebb                                         | Mercedes-Benz SSK                                | Résultats                                        |                                                  |
| 1934      | Eugen Bjørnstad                                  | Alfa Romeo 8C 2300 Monza                         | Résultats                                        |                                                  |
| 1935      | Karl Ebb                                         | Mercedes-Benz SSK                                | Résultats                                        |                                                  |
| 1936      | Eugen Bjørnstad                                  | Alfa Romeo 8C 2300 Monza                         | Résultats                                        |                                                  |
| 1937      | Hans Rüesch                                      | Alfa Romeo 8C-35                                 | Résultats                                        |                                                  |
| 1938      | Non disputé                                      | Non disputé                                      | Non disputé                                      | Non disputé                                      |
| 1939      | Adolf Westerblom                                 | Alfa Romeo 8C 2600 Monza                         | Résultats                                        |                                                  |
| 1940-1945 | Seconde Guerre Mondiale                          | Seconde Guerre Mondiale                          | Seconde Guerre Mondiale                          | Seconde Guerre Mondiale                          |
| 1946-1951 | Motocyclisme, puis autres disciplines automobile | Motocyclisme, puis autres disciplines automobile | Motocyclisme, puis autres disciplines automobile | Motocyclisme, puis autres disciplines automobile |
| 1952      | Roger Laurent                                    | Talbot-Lago T26C                                 | Résultats                                        |                                                  |
| 1953      | Rodney Nuckey                                    | Cooper T23                                       | Résultats                                        |                                                  |

### Formule 3
| Année | Vainqueur        | Voiture              |
| ----- | ---------------- | -------------------- |
| 1953  | Curt Lincoln     | Cooper-Norton        |
| 1954  | Eric Brandon     | Cooper-Norton        |
| 1955  | Eric Brandon     | Cooper               |
| 1956  | Eric Brandon     | Cooper               |
| 1957  | Curt Lincoln     | Cooper T 42 Mark XI  |
| 1958  | Curt Lincoln     | Cooper T 42 Mark XII |
| 1959  | Curt Lincoln     | Cooper T 42 Mark XII |
| 1960  | Heimo Hietaranta | Cooper/Norton        |
| 1961  | Heimo Hietaranta | Cooper/Norton        |
| 1962  | Curt Lincoln     | Cooper T 42 Mark XII |

### Formule Junior
| Année | Vainqueur                                              | Voiture                                                |
| ----- | ------------------------------------------------------ | ------------------------------------------------------ |
| 1960  | Curt Lincoln                                           | Cooper                                                 |
| 1961  | Carl-Otto Bremer                                       | Elva 100                                               |
| 1962  | Olle Nygren                                            | Cooper T56                                             |
| 1963  | Annulé à la suite de l'accident d'Örjan Atterberg (fi) | Annulé à la suite de l'accident d'Örjan Atterberg (fi) |

### Formule 2
À la suite de la fermeture du circuit Eläintarha en 1963, le circuit Keimola Motor Stadium (en) accueille le Grand Prix de Finlande
| Année | Vainqueur    | Voiture            |
| ----- | ------------ | ------------------ |
| 1966  | Jack Brabham | Brabham BT21-Honda |
| 1967  | Jim Clark    | Lotus-Ford         |